# キリ・ゴンサレス
キリ・ゴンサレス (Kily González) こと、クリスティアン・アルベルト・ゴンサレス・ペレト（Cristian Alberto González Peret, 1974年8月4日 - ）は、アルゼンチン・ロサリオ出身の元サッカー選手、現サッカー指導者。元アルゼンチン代表。現役時代のポジションはミッドフィールダー。

## クラブ経歴
地元のクラブチームであるCAロサリオ・セントラルのユースチームでキャリアをスタートさせ、1993年にトップチームに昇格。ここで高いレベルのプレーを見せると、レアル・マドリードが獲得に動き、仮契約書にサインをしたが、ディエゴ・マラドーナから直接誘いを受けてボカ・ジュニアーズに移籍した。1シーズンのみのプレーとなったが、翌1996年にはリーガ・エスパニョーラのレアル・サラゴサへ移籍、23のセヴィージャ戦でリーグ初得点を記録。1998-99シーズン、レアルマドリード戦では、6節の対戦に1得点、25節の対戦時に2得点を決めた。
1999-00シーズン、監督に就任したエクトル・クーペルが獲得を熱望して、バレンシアCFへ移籍、すぐにチームのキープレーヤーの一人となった。チャンピオンズリーグにおいてグラスゴー・レンジャーズとの対戦で、バレンシア史上初のチャンピオンズリーグでのゴールを記録した選手となった 。左サイドのポジションのウイングや中盤、セントラルMFの位置でもプレーし、で攻守にわたる活躍を見せ、1999-2000、2000-01シーズンのチャンピオンズリーグ準優勝。2001-02シーズン、怪我で前半戦を欠場したが、リーグ制覇に貢献。2002-03シーズン、度々怪我に悩まされ、13試合に出場したのみに終わった。
2003年にクーペルがインテルナツィオナーレ・ミラノの監督に就任すると再び引き抜かれてインテルへ移籍した。しかし、ここでも度重なる怪我で、途中出場での出場が多く、インテルでは思ったような出場機会が得られなかった。インテルでの3シーズンで、公式戦75試合に出場した。
2005-06シーズン終了後、古巣であるロサリオ・セントラルに復帰した。2009-10シーズンはCAサン・ロレンソ・デ・アルマグロへ移籍。翌シーズンには三度ロサリオ・セントラルに戻りプレーしたのち、37歳で現役を引退した。

## 代表経歴
アルゼンチン代表としては1995年11月にブラジル代表との試合で代表デビューを果たし、以来代表の中心選手として牽引し、2002年の日韓W杯にも出場を果たしたが、グループリーグ敗退を喫した。2004年にはアテネオリンピックにオーバーエイジとして出場し、金メダル獲得に貢献した。 2005年10月に行われたドイツW杯予選を最後に、代表から遠ざかった。

## 指導者経歴
1年以上に及ぶリザーブチームでの指導を経て2020年6月24日、CAロサリオ・セントラルのトップチーム監督に就任。

## 代表歴

### 出場大会
- アルゼンチン代表
  - 2002 FIFAワールドカップ (グループリーグ敗退)

### 試合数
- 国際Aマッチ 56試合 10得点（1995年-2005年）[7]

| アルゼンチン代表 | 国際Aマッチ | 国際Aマッチ |
| 年               | 出場        | 得点        |
| ---------------- | ----------- | ----------- |
| 1995             | 1           | 0           |
| 1996             | 0           | 0           |
| 1997             | 0           | 0           |
| 1998             | 0           | 0           |
| 1999             | 10          | 2           |
| 2000             | 10          | 0           |
| 2001             | 7           | 2           |
| 2002             | 7           | 0           |
| 2003             | 5           | 1           |
| 2004             | 12          | 5           |
| 2005             | 4           | 0           |
| 通算             | 56          | 10          |

## タイトル

### クラブ
バレンシア
- スーペルコパ・デ・エスパーニャ : 1999
- プリメーラ・ディビシオン : 2001-02

インテル
- コッパ・イタリア : 2004-05, 2005-06
- スーペルコッパ・イタリアーナ : 2005
- セリエA : 2005-06

### 代表
オリンピックアルゼンチン代表
- オリンピックサッカー : 2004